# Горбовский, Александр Альфредович
Алекса́ндр Альфре́дович Горбо́вский (14 января 1930, Киев, Украинская ССР, СССР — 9 декабря 2003, Лондон, Великобритания) — советский писатель, историк-востоковед и индолог, автор научно-популярных и научно-художественных книг, фантастических рассказов. Кандидат исторических наук (1959), член Союза писателей СССР (1979). Отец поэтессы Екатерины Горбовской.

## Биография
Окончил Московский институт востоковедения (1954). В 1959 году защитил кандидатскую диссертацию по теме «Англо-индийская колониальная армия и военная реформа 1861—1864 гг.» в Институте восточных языков при Московском государственном университете имени М. В. Ломоносова. Занимался научно-исследовательской работой в Институте народов Азии, Институте международного рабочего движения, Институте информатики Академии наук СССР. Написал ряд научных работ на темы языковедения и новейшей истории; переводил с бенгальского языка произведения Рабиндраната Тагора. В конце 1980-х годов переехал с семьёй в Великобританию, где продолжал сотрудничать с различными российскими и зарубежными изданиями.
Автор научно-популярных и научно-художественных книг, статей, очерков о загадках древней и новой истории, социальных последствиях научно-технической революции, проблемах интеллектуализации общества, популярных работ в русле парадоксографической традиции о паранормальных явлениях и малоисследованных феноменах человеческой психики, в том числе «Загадки древнейшей истории» (1966), «Похищенные умы» (1969), «Год 2000 и далее» (1978), «Без единого выстрела: Из истории российской военной разведки» (совместно с Юлианом Семёновым, 1983), «Закрытые страницы истории» (совместно с Юлианом Семёновым, 1988), «Факты, догадки, гипотезы» (1988), «Пророки и прозорливцы в своём Отечестве» (1990), «Иные миры» (1991), «Тайная власть, незримая сила» (1991), «Колдуны, целители, пророки» (1993). В 1964 году дебютировал как писатель-фантаст (рассказ «Он проснётся через двести лет»). Публиковался в ежегодных научно-фантастических сборниках «Фантастика» и «НФ», ежегодном художественно-географическом альманахе «На суше и на море», выпусках массовой научно-популярной серии «Знак вопроса», журналах «Байкал», «Вокруг света», «Детектив и политика», «Дон», «Наука и жизнь», «Наука и религия», «Знамя», «Огонёк», «Сибирь», «Смена», «Театр», газете «Неделя» и др. Произведения переводились на украинский, сербский, английский и французский языки.

### Научные работы
- Горбовский А. А. Реформа 1861 года в индийской армии // Народное восстание в Индии в 1857—1859 гг. : Сб. ст. к 100-летию восстания. — М. : Издательство восточной литературы, 1957. — С. 309—326.
- Горбовский А. А. Англо-индийская колониальная армия и военная реформа 1861—1864 гг. : автореф. дис., представленной на соиск. учёной степ. канд. ист. наук / Институт восточных языков при Московском ордена Ленина и Трудового Красного Знамени государственном университет им. М. В. Ломоносова. — М. : [б. и.], 1959. — 16 с.
- Горбовский А. А. Источники и работы по истории сипайской армии (в период народного восстания 1857—1859 гг. и последовавших за ним военных реформ) // Краткие сообщения Института народов Азии. — 1961. — № 42. — С. 37—53.
- Горбовский А. А. Народно-социалистическая партия Индии. — М. : Институт народов Азии, 1965. — 234 с. — (Специальный бюллетень ; № 54).

### Книги
- Горбовский А. А. «Высшая» и «низшая» : (Из истории расизма). — М. : Знание, 1961. — 80 с. — (Прочти, товарищ!).
- Горбовский А. А. Человек человеку. — [М.] : [Молодая гвардия], [1965]. — 144 с.
- Горбовский А. А. Загадки древнейшей истории : Книга гипотез / [предисл. д-ра ист. наук Г. Б. Фёдорова]. — М. : Знание, 1966. — 176 с. — (Прочти, товарищ!).
  - То же, журн. вариант:  Загадки древней истории, 1962; Загадки древней истории, 1963; Старые загадки истории и новые гипотезы, 1963
  - [То же]. — Изд. 2-е, перераб. — М. : Знание, 1971. — 80 с. — (Прочти, товарищ!).
  - [То же] : Факты, догадки, гипотезы / предисл. В. И. Сифорова. — [Перераб. изд.] — М. : Знание, 1988. — 224 с.
  - [То же] : Какой была древняя Цивилизация до катастрофы?. — [Перераб. изд.] — М. : Алгоритм, 2012. — 237, [2] с. — (Тайная история человечества). — ISBN 978-5-4438-0034-9.
- Горбовский А. А. Похищенные умы. — М. : Знание, 1969. — 62 с.
- Горбовский А. А. Год 2000 и далее / [предисл. К. П. Феоктистова ; послесл. В. И. Сифорова]. — М. : Знание, 1978. — 192 с.
- Горбовский А. А., Семёнов Ю. С. Без единого выстрела : Из истории российской военной разведки / [послесл. В. К. Волкова]. — М. : Молодая гвардия, 1983. — 367 с.
  - [То же]. — 2-е изд. — М. : Молодая гвардия, 1984. — 367 с.
  - То же, журн. вариант:  Без единого выстрела…², 1983; Без единого выстрела…², 1984
- Горбовский А. А. Пророки и прозорливцы в своём Отечестве. — М. : МП «Эго», [1990]. — 100, [2] с. — Издано совм. с изд-вом «Прометей» и Ленинградским отд. РППО «Союзбланкоиздат». — ISBN 5-7042-0434-1.
- Горбовский А. А., Семёнов Ю. С. Закрытые страницы истории / [вступ. ст. Э. Ковалёва]. — М. : Мысль, 1988. — 286, [2] с. — (Библиотечная серия). — ISBN 5-244-00272-4.
  - То же, сокр. вариант:  Забытые страницы истории, 1984
- Горбовский А. А. В круге вечного возвращения? Три гипотезы. — М. : Знание, 1989. — 48 с. — (Новое в жизни, науке, технике. Сер. Знак вопроса ; № 4). — ISBN 5-07-000477-8.
- Горбовский А. А. Незваные гости? Полтергейст вчера и сегодня. — М. : Знание, 1990. — 48 с. — (Новое в жизни, науке, технике. Сер. Знак вопроса ; № 5). — ISBN 5-07-001329-7.
- Горбовский А. А. Иные миры / предисл. Н. Н. Непомнящего. — М. : Общество по изучению тайн и загадок Земли, 1991. — 233, [6] с. — ISBN 5-86422-067-1.
- Горбовский А. А. Пророки? Прозорливцы?. — М. : Знание, 1991. — 48 с. — (Новое в жизни, науке, технике. Сер. Знак вопроса ; № 1). — ISBN 5-07-001842-6.
- Горбовский А. А. Пророки и прозорливцы в своём Отечестве. — Л. : Эго ; Ленинградское отделение РППО «Союзбланкоиздат» ; М. : Прометей (Издательство при МГПИ им. В. И. Ленина), 1990. — 104 с. — ISBN 5-7042-0434-1.
  - То же, журн. вариант:  Пророки и прозорливцы в Отечестве своём, 1990
- Горбовский А. А. Тайная власть, незримая сила : Колдуны, экстрасенсы, целители. — М. : Общество по изучению тайн и загадок Земли, 1991. — 220 с. — ISBN 5-86422-068-X.
- Горбовский А. А. Другая жизнь?. — М. : Знание, [1992]. — С. 4—40. — (Знак вопроса ; № 4/5). — ISBN 5-07-002243-1.
  - [То же] // Жизнь, смерть, бессмертие?.. / сост. Т. С. Белинская. — Минск : Полымя, 1996. — С. 137—197. — (Тайны Мироздания). — ISBN 985-07-0103-x.
- Горбовский А. А. Колдуны, целители, пророки. — М. : Мысль, 1993. — 399 с. — ISBN 5-244-00675-4.
- Горбовский А. А. Рюрикович ; Детство Никиты. — М. : [б. и.], 2004. — 132 с.

Редактор, составитель
- День без вранья : [Юмористические и сатирические рассказы, юморески и хикаяты, легенды народов Азии] : [антол.] / сост. А. А. Горбовский. — М. : Молодая гвардия. — 256 с.
- Проблемы прогнозирования социально-экономического развития : [реферат. сб.] / отв. ред. А. А. Горбовский. — М. : ИНИОН АН СССР, 1976. — 204 с.
- Проблемы прогнозирования социально-экономического развития : (По зарубежным материалам) : [реферат. сб.] / отв. ред. А. А. Горбовский. — М. : ИНИОН АН СССР, 1977. — 212 с.
- Наука и этика : [реферат. сб.] / ред.-сост. канд. ист. наук А. А. Горбовский. — М. : ИНИОН АН СССР, 1979.
- Этический кодекс учёного : [реферат. сб.] / ред.-сост. канд. ист. наук А. А. Горбовский. — М. : ИНИОН АН СССР, 1980.
- Личность учёного : Социально-психологический портрет : [реферат. сб.] / ред.-сост. канд. ист. наук А. А. Горбовский. — М. : ИНИОН АН СССР, 1983. — 240 с. — (Науковедение за рубежом).
- Свобода научного творчества и ответственность учёного : Социально-психологический портрет : [реферат. сб.] / ред.-сост. канд. ист. наук А. А. Горбовский. — М. : ИНИОН АН СССР, 1983. — 212 с. — (Науковедение за рубежом).
- Милитаризация науки : [реферат. сб.] / отв. ред. канд. ист. наук А. А. Горбовский, канд. филос. наук А. М. Кулькин. — М. : ИНИОН АН СССР, 1985. — 232 с.

### Статьи, очерки
- Горбовский А. А. Рабиндранат Тагор и театр : [К 100-летию со дня рождения] // Театр. — 1961. — № 5. — С. 191—192.
- Горбовский А. А. Загадки древней истории // Байкал. — 1962. — № 4. — С. 50—60, 63—84 ; № 5. — С. 92—108 ; № 6. — С. 55—68, 77—82.
  - То же (в):  Старые загадки истории и новые гипотезы, 1963; Загадки древнейшей истории, 1966; Загадки древнейшей истории, 1971; Факты, догадки, гипотезы, 1988; Какой была древняя цивилизация до катастрофы?, 2012
- Горбовский А. А. Загадки древней истории ; Амазонки, диктатура женщин // Байкал. — 1963. — № 1. — С. 65—74, 77, 79—86 ; № 5. — С. 35—64.
  - То же (в):  Старые загадки истории и новые гипотезы, 1963; Загадки древнейшей истории, 1966; Загадки древнейшей истории, 1971; Факты, догадки, гипотезы, 1988; Какой была древняя цивилизация до катастрофы?, 2012
- Горбовский А. А. Старые загадки истории и новые гипотезы // Наука и жизнь. — 1963. — № 1. — С. 75—80 ; № 2. — С. 74—77 ; № 3. — С. 100—103 ; № 4. — С. 87—90 ; № 6. — С. 100—105.
  - То же (в):  Загадки древней истории, 1962; Загадки древней истории, 1963; Загадки древнейшей истории, 1966; Загадки древнейшей истории, 1971; Факты, догадки, гипотезы, 1988; Какой была древняя цивилизация до катастрофы?, 2012
- Горбовский А. А. Четырнадцать тысячелетий назад : (очерк) // Мир приключений : альм. — М. : Детская литература, 1963. — Кн. 9. — С. 369—420.
- Горбовский А. А. Амазонки. По следам легенды // На суше и на море / сост. Георгий Кубанский. — М. : Мысль, 1964. — С. 436—461.
- Горбовский А. А. Человек — это его имя // Байкал. — 1964. — № 6. — С. 18—42.
  - То же в:  Человек человеку, [1965]
- Горбовский А. А. Шпионаж монополий // Огонёк. — 1964. — № 14. — С. 14—16.
- Горбовский А. А. Сожжённое прошлое // Наука и религия. — 1965. — № 1. — С. 65—68.
- Горбовский А. А. Разговор о разговоре // Наука и жизнь. — 1965. — № 2. — С. 134—139 ; № 3. — С. 134—138.
  - То же в:  Человек человеку, [1965]
- Горбовский А. А. Скрытые и потерянные знания // Наука и религия. — 1965. — № 2. — С. 46—49.
- Горбовский А. А. Реклама и психология // Байкал. — 1965. — № 5. — С. 11—29.
- Горбовский А. А. Человек за столом // Наука и жизнь. — 1965. — № 6. — С. 147—151.
  - То же в:  Человек человеку, [1965]
- Горбовский А. А. О человеке тактичном, человеке любезном // Наука и жизнь. — 1965. — № 9. — С. 121—123.
  - То же в:  Человек человеку, [1965]
- Горбовский А. А. Исторические подделки // Наука и религия. — 1965. — № 10. — С. 68—70.
- Горбовский А. А. Двойники, самозванцы или исторические личности, жившие дважды // Наука и жизнь. — 1966. — № 2. — С. 65—70.
- Горбовский А. А. Механический человек из средневековья // Байкал. — 1966. — № 3. — С. 74—85.
- Горбовский А. А., Семёнов Ю. С. В погоне за призраком // Вокруг света. — 1966. — № 10. — С. 40—43.
- Горбовский А. А. Дубинка для слишком умных // Наука и жизнь. — 1968. — № 1. — С. 105—107.
- Горбовский А. А., Бестужев-Лада И. В. Человечество в 2000 году // Байкал. — 1968. — № 3. — С. 122—128.
- Горбовский А. А. Стучавшие в двери бессмертия // Альманах научной фантастики. — М. : Знание, 1970. — Вып. 9. — С. 3—40.
- Горбовский А. А. Динозавры среди нас? // Неделя. — 1972. — № 26 (25 июня).
  - Рец.:  Ефремов И. А. Прелесть необычайного // Неделя. — 1972. — № 40 (2 октября).
- Горбовский А. А., Семёнов Ю. С. Раздумья над жанром // Поединок : антол. / сост. Эдуард Хруцкий. — М. : Московский рабочий, 1976. — Вып. 2. — С. 420—430.
- Горбовский А. А. Одержимые золотом : Исторический очерк // Сибирь. — 1976. — № 1. — С. 119—133 ; 1977. — № 1. — С. 104—110.
- Горбовский А. А., Семёнов Ю. С. Среди сопок Маньчжурии : Глава из повести // Байкал. — 1983. — № 2. — С. 86—108.
- Горбовский А. А., Семёнов Ю. С. Без единого выстрела : Из истории российской военной разведки // Дон. — 1983. — № 5. — С. 74—101 ; № 6. — С. 68—90.
  - То же, кн. вариант:  Без единого выстрела…¹, 1983; Без единого выстрела…¹, 1984
- Горбовский А. А., Семёнов Ю. С. Разоблачение // Смена. — 1984. — № 3. — С. 24—27.
  - То же, кн. вариант:  Без единого выстрела…¹, 1983; Без единого выстрела…¹, 1984
- Горбовский А. А., Семёнов Ю. С. Забытые страницы истории // Мир приключений : [альм.] / сост. А. П. Кулешов. — М. : Детская литература, 1984. — С. 537—625.
  - То же, кн. вариант:  Закрытые страницы истории, 1988
- Горбовский А. А. Алгоритм Вселенной? // Фантастика-86 / сост. Иван Черных. — М. : Молодая гвардия, 1986. — С. 324—331.
  - То же в:  Факты, догадки, гипотезы, 1988
- Горбовский А. А. Пророки и прозорливцы в Отечестве своём // Детектив и политика. — 1990. — № 3. — С. 291—337.
  - То же, кн. вариант:  Пророки и прозорливцы в своём Отечестве, 1990
- Горбовский А. А. Охотники за сокровищами : (В поисках Эльдорадо) // Сребро, и злато и каменья : О кладах найденных и ненайденных : [сб.] / сост. Л. Борисова. — М. : Общество по изучению тайн и загадок земли, 1991. — С. 3—31.
- Горбовский А. А. Тайны двойников и самозванцев // Версия. — 1991. — № 1. — С. 3—10.
- Горбовский А. А. Фатум или свобода? // Психология судьбы : Предопределение. Случай. Свобода / сост. Константин Сельчёнок. — Минск : Харвест, 2003. — (Библиотека практической психологии). — ISBN 985-13-1715-2.
  - То же в:  Колдуны, целители, пророки, 1993
- Горбовский А. А. Магия и власть // Знамя. — 1998. — № 10. — С. 148—176 ; № 11.
- Горбовский А. А. [Главы из новой книги] // Наука и жизнь. — 1998. — № 6—8.
  - Дорога домой. — № 6. — С. 142—143.
  - Разумные звери. — № 7. — С. 92—94. — Содерж.: Смотрите, кто придёт ; Читающие наши мысли.
  - Разумные звери. — № 8. — С. 54—55. — Содерж.: Предвестники несчастий и катастроф.
- Горбовский А. А. По следам нереид, тритонов и русалок // Наука и жизнь. — 2003. — № 9. — С. 118—128.

### Фантастические рассказы
- Горбовский А. А. Он проснётся через двести лет // Байкал. — 1964. — № 5. — С. 24—34.
- Горбовский А. А. Находка ; Амплитуда радости // Фантастика-67 : сб. / сост. Роман Подольный. — М. : Молодая гвардия, 1968. — С. 190—194 ; 356—359.
- Горбовский А. А. Что вы сделали с нами? ; Человек за бортом // Фантастика-68 : сб. / сост. Дмитрий Биленкин. — М. : Молодая гвардия, 1969. — С. 92—95 ; 96—100.
- Горбовский А. А. Эксперимент с неуправляемыми последствиями ; Совпадение // Сборник научной фантастики / сост. Всеволод Ревич. — М. : Знание, 1972. — Вып. 11. — С. 103—114 ; 216—218.
- Горбовский А. А. Тщетность // Вокруг света. — 1972. — № 11. — С. 76—77.
- Горбовский А. А. По системе Станиславского // Сборник научной фантастики / сост. Всеволод Ревич. — М. : Знание, 1974. — Вып. 14. — С. 147—155.
  - [То же] // Научная фантастика : сб. / сост. Вл. Гаков. — М. : Знание, 1980. — С. 185—192.
  - [То же] // Научная фантастика : сб. / сост. Вл. Гаков. — М. : Знание, 1985. — С. 173—180.
  - [То же] // День гнева : антол. / сост. Вл. Гаков. — М. : Знание, 1992. — С. 157—163. — (Научная фантастика). — ISBN 5-07-001959-7.
- Горбовский А. А. Метаморфозы // Сборник научной фантастики / сост. В. Владимиров. — М. : Знание, 1974. — Вып. 15. — С. 201—208.
- Горбовский А. А. Игрища в зале, где никого нет // Сборник научной фантастики / сост. Ростислав Рыбкин. — М. : Знание, 1979. — Вып. 20. — С. 101—113.
- Горбовский А. А. Иная ступень // Сборник научной фантастики / сост. Евгений Войскунский. — М. : Знание, 1980. — Вып. 23. — С. 54—62.
- Горбовский А. А. Благодетели // Сборник научной фантастики / сост. Всеволод Ревич. — М. : Знание, 1992. — Вып. 36. — С. 32—43.